# بئر طوبيا
بير توفيا (بالعبرية: באר טוביה) هو موشاف في جنوب إسرائيل قرب مدينة كريات ملاخي. في عام 1887، اشترى روتشيلد أراضها البالغة أكثر من 3000 دونم سنة 1887 ليقيم في العام التالي مستوطنة زراعية على يد مجموعة من القادمين الجدد من منطقة بيسارابيا، وحملت اسم القرية العربية قسطينة، نسبة إلى القرية الفلسطينية التي تحمل نفس الاسم. يعتمد اقتصاد الموشاف بشكل أساسي على الزراعة المكثفة والحمضيات.
وقسطينة من قرى غزة المهجرة؛ كان لها من الأرض أكثر من 12 ألف دونم. خربت المستوطنة بعد أحداث ثورة البراق سنة 1929 لتقام من جديد سنة 1930 تحت اسم جديد؛ هو بير طوبيا تحريفاً للاسم العربي لتلك البقعة (بير الطابية) الواقعة ضمن أراضي القرية؛ وقد تحوّلت القرية العربية إلى أنقاض بعد احتلالها وتهجير سكانها في تموز 1948.

## التاريخ
اشترى منها روتشيلد أكثر من 25% سنة 1887 ليقيم في العام التالي استيطاناً حمل اسم القرية العربية، تم تنظيم مجموعة مكونة من 25 عائلة يهودية في بيسارابيا تطمح للاستيطان في أرض فلسطين. ولتحقيق ذلك، اتصلت برجال البارون روتشيلد. وبموجب العقد الموقع بين الطرفين، دفعت كل أسرة 1000 روبل لشراء الأرض وإنشاء مستعمرة بواسطة جهاز البارون. وفي العام نفسه، وصل المستوطنون إلى أرض فلسطين، حتى قبل شراء الأرض، بقوا في يافا في انتظار تقدم المشروع.
في البداية، كان المقصود من المستعمرة الجديدة أن تكون جزءًا من كتلة "مستعمرات يهودا" (بين ريشون لتسيون وغديرا)، لكن قرار تحديد موقعها بعيدًا جنوب غديرا، تأثر باعتبارين رئيسيين:
1. إنتهاء الصراع الكبير بين المستعمرين وبيروقراطيي البارون (المعروف باسم "ثورة الفلاحين")، ورأى المسؤولون أنه سيكون من الأفضل ألا يتأثر المستوطنون الواصلون حديثًا بالمزاج السائد.
2. كان الهدف من المستعمرة الجديدة أن تكون "مخزن الحبوب" للمستوطنة اليهودية، وكانت الأرض الواقعة في الجنوب تعتبر مناسبة لزراعة القمح.
ومن أجل إنشاء المستعمرة، تم شراء قطعة أرض تبلغ مساحتها نحو 5600 دونم، معظمها من أراضي قرية قسطينة العربية شرقاً وأيضاً من قرية بيت دراس غرباً. في أغسطس 1888، ورد في توصيته بشأن الاستعدادات للاستيطان: "في المستعمرة الجديدة بالقرب من غديرا المسمى بئر توفيا، ستجدون أربعة آبار مياه مسدودة، وسيتم حفرها وتنظيفها خلال بضعة أسابيع".
تأخرت موافقة الحكومة العثمانية على بناء منازل المستعمرة، واستنفذ المستوطنون مدخراتهم أثناء انتظارهم في يافا. استسلم البعض وعاد إلى بيسارابيا. أخيرًا، في صيف عام 1888، قرر كبير مسؤولي البارون، بلوخ، بالاعتماد على لوائح الحكومة العثمانية - التي تنص على أنه لا يمكن تدمير أي مبنى بعد وضع سقف عليه - بناء أكواخ خشبية في ريشون لتسيون، وتفكيكها. ووضع علامات على الأجزاء حتى يمكن الانتهاء من تشييد المباني في موقع المستعمرة الجديدة في وقت قصير.
في 13 سبتمبر 1888، انطلقت قافلة من العربات تحمل الأكواخ المفككة، يقودها مزارعون من ريشون لتسيون، مع مجموعة من النجارين ومشرف نيابة عن البارون. كان الطريق إلى غديرا مألوفًا لهم، لكن لم يكن أي منهم قد ذهب إلى الجنوب منه من قبل. وبعد ارتكاب خطأ على طول الطريق، تمكنوا من الوصول إلى موقع المستعمرة في اليوم التالي فقط، عشية يوم الغفران. وتمت إزالة الأكواخ من العربات، وسارع أصحاب العربات إلى المغادرة للعودة إلى منازلهم قبل بدء العطلة. بقي النجارون واعتمدوا على مساعدة عائلة ديراس لتزويدهم بالطعام والماء. في أوائل أكتوبر 1888، ورد "من ريشون لتسيون، علمنا من مصدر موثوق أن هـ. أسافيتسكي حصل على ترخيص من الباشا في القدس لبناء منازل (للخشب غوا) في المستعمرة الجديدة "قسطينة" أو "بئير توفيا".
نجت خمس عائلات فقط من المجموعة الأصلية من مصاعب الانتظار وجاءت لتستقر هناك بعد تشييد المباني. وجاء معهم أيضًا العمال المنفردون، وكانوا جميعًا يعملون في زراعة الأرض وحفر الخنادق أيضًا لتحديد حدود العقارات. في فبراير 1889، تم إخبار حالة المستعمرة في المجيد:
"تم تأسيس مستعمرة جديدة اسمها بير توفيا لعائلات البسارابيان وتم بالفعل بناء المنازل وبدأوا أيضًا في تطوير ونهب أراضي المستعمرة وزراعتها وزرعها؛ ولم يأت عائلات البسارابيان بعد للعيش هناك، ومن يدري ما إذا كانوا سيأتون بسبب أشياء بينهم وبين مسؤولي المحسنين، لكن الموشاف لا يزال قائما، وإذا لم يكن لهم، فسوف يسقط على زملائهم الجميلين.
ومع ذلك، فإن المستعمرة لم تدم طويلا. إن البعد والعزلة عن المستوطنات اليهودية الأخرى والظروف القاسية هناك، فضلاً عن الموقف المتعالي لمسؤولي البارون، الذين نظروا إلى المستوطنين كمستأجرين وليس "أصحاب منازل"، دفع معظم المستوطنين إلى الرحيل. في عام 1890 لم يتبق سوى عائلتين تديران المكان كمزرعة زراعية، بمساعدة العمال ويديرها مسؤولو البارون. تم تسليم بعض أراضي المستعمرة للزراعة إلى مزارعي غديرا، وتم تأجير بعضها للمستأجرين العرب، ولم تعد المستعمرة موجودة كمستوطنة نشطة.
في عام 1895، اشترى أهالي أحباء صهيون من البارون، مقابل جزء من الأرض التي يملكونها في مستوطنة "يسود حمعالا"، أراضي قستينة. وبموجب الاتفاق تحصل العائلتان البيساربيان اللتان بقيتا في المكان أيضًا على عقارات، ويأخذ البارون على عاتقه تمويل الاحتياجات العامة للمستعمرة. وكان هدفهم إنشاء "مستعمرة نموذجية" للعمال الفقراء. ومن بين العمال في المستعمرات اختاروا مجموعة من العائلات الكبيرة، معتقدين أنه بهذه الطريقة لن يكون هناك نقص في الأيدي العاملة. كانت الخطة الأصلية هي أن تستقر هناك 60 عائلة، ولكن في الواقع لم يتم نقل سوى عشرين عائلة فقط. نيابة عن لجنة محبي صهيون، أشرف الدكتور هليل يافي ورافق إنشاء المستعمرة وإدارتها المستمرة.
حافظت المستعمرة على المخطط التفصيلي الذي وضعه رجال البارون. وكان لها شارع واحد مبنية على طوله البيوت من الخشب. وخلفهم كانت هناك ساحات صغيرة بها حدائق نباتية للاستخدام الشخصي. على حافة الفناء، تم بناء مباني المزرعة من حجارة الكركار، والتي شكلت ما يشبه السور حول منازل المستعمرة. متجر بقالة صغير يقدم الأساسيات. وكان محصول بئر المياه في المستوطنة قليلًا وكان يكفي فقط لاحتياجات السكان لسقي الحيوانات. كان المزارعون يعملون في المحاصيل الحقلية، في الزراعة المالكة. وقاموا بطحن محاصيل القمح والشعير التي أنتجتها حقولهم في السنوات الأولى في المجدل (عسقلان الآن). عندما تم بناء مطحنة دقيق هناك، كانت هناك حاجة إلى الماء لتبريد محركها، وتم بناء بركة لتخزين مياه الآبار. نظرًا لأنه كان خزان المياه الوحيد في المكان، فقد تم استخدام البركة من قبل سكان المستعمرة، الذين كانوا ملتزمين، للمعمودية، حتى أنها كانت تسمى "ميكفاه". هذه البركة هي البقية الوحيدة المتبقية من المستعمرة.
وعانت المستعمرة من نزاع حدودي مع سكان القرية العربية المجاورة لها، أدى إلى وقوع عدة مواجهات. قُتل فصيل عربي في إحدى الاشتباكات، ورغم أن لجنة تحقيق تركية خلصت إلى عدم مسؤولية أهالي المستعمرة عن مقتله، إلا أن الخوف من ثأر الدم استدعى التوصل إلى اتفاق عفو. ودافع الدكتور يافي في الرسالة التي أرسلها إلى رئيس لجنة محبي صهيون في أوديسا "... الشيء الرئيسي هو أن تعلم أن هذا الأمر سيكلفنا الكثير من المال، ولا ينبغي للمرء أن يخمن مقدما "- كم. لكن مستقبل المستعمرة بأكمله يعتمد عليه."
وحتى بعد العفو، لم تتمكن المستعمرة من النهوض واعتمدت أكثر فأكثر على دعم الصهاينة. وكتب أحد أعضاء اللجنة، أحد هعام، الذي أبدى اهتمامًا كبيرًا بالتسوية: "أيضًا النواقص الأخرى التي أشارت إليها اللجنة فيما يتعلق بتأسيس "كاستينيا" وتلقي باللوم فيها على أخطاء اللجنة التنفيذية، مثل مثل المصاريف الزائدة للمباني ومعدات العمل وغيرها، وحتى الشجار المعروف مع العرب - كل شيء لم يأت إلا يوم السبت". "الخطأ" الأساسي الذي ارتكبته اللجنة نفسها، في تفكيرها بالسماح بإنشاء "مستعمرة" على سبيل المثال "من قبل الأوصياء." وأضاف: "في ذلك الوقت قررت اللجنة تأسيس كاستينيا نفسها ... في ذلك الوقت كان حكم كاستينيا محكومًا بالفعل بعدم النجاح". في مايو 1933، نشر موشيه سميلانسكي في تزيفارا انتقادًا لشراء المستعمرة والسلوك منذ الشراء، والذي تجاهل التصحيحات المطلوبة، والتي تشمل المشورة المهنية من مهندس زراعي، والحراثة العميقة لتجفيف التربة من المياه الزائدة، وإيجاد طرق. لزراعة علف للماشية وزراعة الأشجار المثمرة لتنويع سبل عيش المزارعين.
أدى الجفاف في عام 1902 إلى إلحاق أضرار بالغة بالمستعمرة وأدت الأزمة الاقتصادية في أرض إسرائيل في العقد الأول من القرن العشرين إلى تفاقم وضعها وهاجر العديد من سكانها إلى أستراليا. غادر الشباب المستعمرة في ظل عدم وجود أفق للتوسع. تم تنفيذ العمل بأكمله بواسطة عمال عرب من المنطقة المحيطة وكانت رواتبهم أقل من رواتب اليهود. وفي عام 1909، وجد اليهود أنفسهم وسط صراع بين مجموعتين من العرب، لكنهم تمكنوا بأعجوبة من إقناع العرب المحيطين بهم بأنهم غير مذنبين في الصراع.
وفي تقرير من عام 1912، أورد أحد المزارعين المحليين، أليمالك إسرائيليت، عشرة أسباب لصعوبات الاستيطان في المكان:
1. عدم انتظام توزيع الأمطار مما يجعل تجزئة المحاصيل صعبة.
2. قلة المراعي الطبيعية مما يصعب تربية الماشية.
3. وباء السرقة من قبل سكان المنطقة، الأمر الذي يتطلب إنفاقًا كبيرًا على صيانة الرواتب، وهو أيضًا غير فعال تمامًا.
4. "الثروة" - عُشر غير قانوني يجمعه الملحقون في المنطقة (نوع من مدفوعات "الحماية") بهدف حماية المستعمرة.
5. الضرائب الباهظة التي فرضتها الدولة العثمانية، وبالإضافة إليها الكشيش الممنوح لجباة الضرائب.
6. نقص العلف.
7. أمراض الحيوان والتي لا يمكن التغلب عليها في غياب الطبيب البيطري في الموقع.
8. الطرق السيئة، بالإضافة إلى بعد المستوطنة، تجعل التجارة معها غير اقتصادية.
9. النفقات العامة مرتفعة لأنها موزعة على عدد محدود من السكان ولا يمكن تخفيضها، حيث لا يستطيع السكان الاستفادة من الخدمات في المستوطنات المجاورة.
10. أساليب عمل قديمة تشبه أساليب عمل الفلاحين العرب.

وفي عام 1912 حصل فلاحو المستعمرة على قرض من المؤسسات الصهيونية لشراء وسائل الإنتاج لإنجاز العمل. ومع ذلك، لم يتم منح القرض للمزارعين الذين أرادوا بيع أراضيهم. وقيل لهؤلاء أنهم مدعوون لبيع ممتلكاتهم وليس هناك نقص في المشترين. وقد باعت خمس عائلات ممتلكاتها للدكتور آرثر روبين الذي باعها لمشترين خارج إسرائيل، وفي هذه الأثناء جلب روبين ثمانية عمال من أهل العالية الثانية لزراعة الأراضي المشتراة حتى جاء أصحابها ليستقروا عليها. تعتبر هذه المجموعة من العمال المجموعة الثانية في إسرائيل بعد دغانيا، فقد استقرت في المستعمرة، وزادت فيما بعد عدد أفرادها، وأدخلت تغييرات في المكان، وأدخلت مبادئ الزراعة الحديثة، وطالب بتشكيل لجنة منتخبة وتنظيم الشباب، وأخبر الدكتور روبين المؤتمر الصهيوني أنه بعد ثمانية أشهر، عندما وصل أصحاب الأراضي إلى المستعمرة، وأراد نقل مجموعة العمال إلى مكان آخر، جميع سكان البيرة توسلت إليه توفيا أن يبقيها في المستعمرة لتقويتها. قبل روبين الطلب وبقيت المجموعة في المستعمرة لمدة 12 عامًا. في عام 1914، تم ترتيب إمدادات المياه عبر الأنابيب في المستعمرة.
في عام 1921، عاش في بئر طوفيا 15 مزارعًا و15 فردًا من جماعة هبوعليم. في عام 1924 انتقل أعضاء مجموعة هبوعليم إلى موشاف نهلال ومجموعة كيبوتس غيفا في طبريا وتم بيع المزارع الخمس التي كانوا فيها لمستوطنين جدد، بمن فيهم الدكتور حاييم يزرعيلي، طبيب المنطقة نيابة عن الانتداب البريطاني، والذي كان مسؤولاً عن المنطقة الجنوبية بأكملها.
رغم صغر المستوطنة إلا أنه كان بها مدرسة ذات ثمانية فصول مع معلم واحد، وكنيس يهودي وعناية طبية من طبيب.